# Sitio de Burriana
El sitio de Burriana fue una de las acciones militares llevadas a cabo durante la conquista del Reino de Valencia. Burriana era una importante plaza musulmana situada en La Plana, de donde era capital; era conocida como la Ciudad Verde. La ciudad estuvo sitiada dos meses, cayendo en manos aragonesas en julio de 1233.

## Antecedentes
En 1229, la ciudad de Valencia, conocida por los musulmanes como Balansiya, había caído en manos de Zayyan ibn Mardanish, caudillo local que se oponía a los almohades. El destronado Zayd Abu Zayd huyó a las tierras del Reino de Aragón. Jaime I de Aragón se planteó la conquista en Valencia como una intervención en la guerra civil desatada entre los musulmanes.
Dos caballeros aragoneses, Hugo de Follalquer, maestre de los Caballeros Hospitalarios, y Blasco de Alagón, que acababa de regresar de un destierro en Valencia, le transmitieron las excelencias del reino musulmán, y le animaron a conquistarlo en 1233 en Alcañiz.

## Consecuencias
Tras la toma de Burriana, fueron cayendo en manos aragonesas el resto de castillos al norte de la ciudad, como los de Peñíscola, l'Alcalatén, Castellón, Borriol, Les Coves de Vinromà, Santa Magdalena de Pulpis y Villafamés. Tres años más tarde, en 1236, se libró la decisiva Batalla del Puig.